# 清水としみつ
清水 としみつ（しみず としみつ、1959年12月3日 - ）は、日本の漫画家。東京都下町出身。男性、血液型はB型。明治大学中退。
1984年、『月刊少年マガジン』掲載の「宇宙からの帰還」でデビュー。

## 作品リスト
- 宇宙からの帰還
- 巨神ゴーグ（清水緑名義、原作安彦良和、原案矢立肇、『コミックボンボン』）
- 花園トライ（全2巻）
- びんびんeyes（全3巻）
- イーグルドライバー（全3巻）
- 僕の歌子さん（ヤングキング別冊キングダム、全3巻）
- エリダヌス座θ（全2巻）
- 青空少女隊（月刊少年キャプテン、全3巻）
  - 青空少女隊〜ReBirth〜（少年画報社、全2巻、新装版）
- 麗々（全2巻）
- う・た・ひ・め（全12巻）
- 紅（ヤングキング、全8巻）
- MAICO2010（コミックス版）

## 友人
- まつもと泉（まつもと泉短編集『Graffiti』『あげちゃう! マイハート』のコマ欄外で清水が助っ人として手助けして、まつもとが「清水としみつ氏、地獄の72時間ありがとう!」と謝礼するコメントがある）